# Air India FC
Der Air India FC ist ein Fußballverein aus Mumbai in Indien. Derzeit spielt er in der höchsten Liga des Landes, der I-League 1. Division. Seine Heimspiele trägt der Verein im Cooperage Ground aus. Gegründet wurde Air India FC 1952. Ende der Saison 1999/00 stieg er in die 1. Liga auf und konnte sich dort bis heute etablieren. Zu Ende der Saison 2008/09 geriet der Verein jedoch in Abstiegsnot, die Saison wurde auf Platz 10 beendet, mit nur zwei Punkten Vorsprung auf einen Abstiegsplatz.

## Erfolge National
- I-League 2. Division

Aufsteiger 1999/00
- Durand Cup

Gewinner 2012